# Orange
 For alternative betydninger, se Orange (flertydig). (Se også artikler, som begynder med Orange)
Orange er en farve mellem rød og gul.
Farvens navn stammer oprindeligt fra appelsinen, der på latin hedder aurantius. Det engelske ord 'orange' er påvirket fra latins aurum, der betyder guld.
Orange i middelalderen var også en meget rig farve den var meget strålende og folk kunne se på den måde at man havde mange penge.

## Symbolik
Der er for få eller ingen kildehenvisninger i dette afsnit, hvilket er et problem. Du kan hjælpe ved at angive troværdige kilder til de påstande, som fremføres.

Max Lüscher forbinder orange med kvaliteterne: vital kraft, stræben, trang til resultater, impuls, viljen til at vinde, seksuel potens, handling, produktivitet. Den er viljens virkning og styrke.
Alkymisten Abraham the Jew kaldte orange for desperationens farve.
Orange forbindes ofte med ild og flammer. Den kan også forbindes med stolthed og ambitioner. Samt grusomhed og egoisme.
I drømme er orange tegn på særlig kraftig aktivitet, og en appelsin (med dens orange farve) tolkes som meget positiv.
Hara-chakraet farve er orange. Dette chakra står for livsglæde, energi, spontanitet, humor, seksualitet. Er chakraet mere ferskenfarvet, har det med kosmiske aspekter, lykke, dyb intensitet og dybe følelser at gøre. Haras element er vand. Herfra strømmer livsenergien qi.
Orange tilhører stjernetegnet løven. Beskrivelser af løvens personlighed har dermed god sammenhæng med farvens symboler; herunder bl.a. stolthed, livsglæde, energi, spontanitet.
I Irland er grøn katolikkernes farve, mens orange er protestanternes. 

## Trivia
Efter DSB's reklamer for Orange priser (hvor pointen er, at det er så billigt, at der må være noget galt) er orange blevet håndværkerslang for "sort arbejde", arbejde uden faktura, som ikke opgives til skattevæsenet.
I Indien blev stærkt kriminelle, der var dømt til døden, klædt i orange tunika. Nogle indisk-inspirerede religiøse sekter bærer orange klæder.
I USA bærer de fleste indsatte i fængslerne orange dragter.